# The Collection (Dan-Reed-Network-Album)
Dan Reed Network: The Collection ist das zweite Best-of-Album der US-amerikanischen Rockband Dan Reed Network. Die CD wurde 2002 von Spectrum Music unter Lizenz von Polygram Records Inc. veröffentlicht.

## Entstehung
Europa und insbesondere Großbritannien waren stets erfolgreichere Märkte für Dan Reed Network als die Vereinigten Staaten, was sich vor allem in den Chartplatzierungen der Alben Slam und The Heat in Deutschland und Großbritannien ausdrückte.
Bereits 1993 hatte die zum Polygram-Konzern gehörende Schallplattenfirma Mercury Records mit Mixin’ It Up ein Best-of-Album der Band weltweit veröffentlicht, das von einem Heimvideo gleichen Titels flankiert worden war. Mixin’ It Up sollte die Lücke zwischen The Heat und dem vierten Studioalbum der Band schließen, das jedoch nie erschien.
Auf The Collection waren mit Ausnahme von Come Back Baby alle Singles enthalten, die in Großbritannien die Top 75 erreicht hatten. Außerdem befand sich je eine Coverversion von You Can Leave Your Hat On (Randy Newman, bis dahin nur als Single-B-Seite zu Rainbow Child veröffentlicht) und Money (Pink Floyd) auf dem Album; 12 der auf The Collection enthaltenen Titel hatten sich bereits auf Mixin’ It Up befunden.

## Titelliste
1. 5:29 – Tiger in a Dress (Dan Reed Network)
2. 4:24 – Ritual (Dan Reed)
3. 3:59 – Money (Waters)
4. 4:08 – Baby Now I (Brannon, James, Pred, Reed, Sakamoto)
5. 1:71 – World Has a Heart Too (Dan Reed)
6. 4:42 – Slam (Dan Reed Network)
7. 5:43 – Rock You All Night Long (D. Frank, M. Murphy, Dan Reed)
8. 4:51 – Rainbow Child (Dan Reed Network)
9. 2:53 – Stardate 1990 (Dan Reed Network)
10. 4:15 – Tamin’ the Wild Nights (Dan Reed)
11. 4:14 – You Can Leave Your Hat On (R. Newman)
12. 4:40 – Lover (Dan Reed Network)
13. 4:42 – Mix It Up (Brannon, James, Pred, Reed, Sakamoto)
14. 7:13 – Stronger Than Steel (Dan Reed Network)
15. 3:51 – Long Way to Go (mit Nuno Bettencourt) (Brannon, James, Pred, Reed, Sakamoto)